# Travessa de São João da Praça

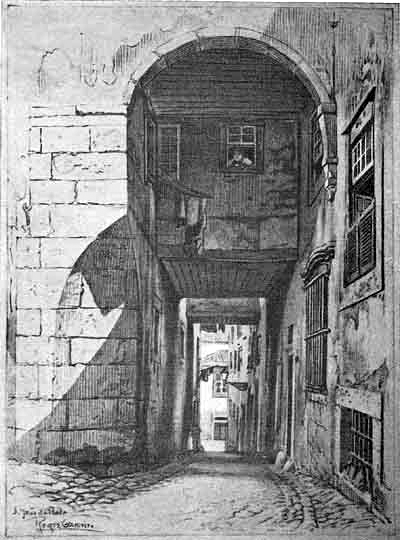
Aspeto da Travessa na década de 1910, em gravura de Roque Gameiro.

A Travessa de São João da Praça é um arruamento da freguesia de Santa Maria Maior, anteriormente na freguesia extinta da Sé, em Lisboa.
A Igreja de São João da Praça, situada no cimo do arruamento, dá o nome, desde 1863, a esta travessa que permitia o trânsito dos carros de bois que subiam da Rua do Cais de Santarém.